# Pelham, New York
Pelham är en ort i Westchester County i delstaten New York i USA. År 2010 hade orten 12 396 invånare. Den har enligt United States Census Bureau en area på 5,7 km² varav 0,1 km² är vatten.
Thomas Pell köpte området tillsammans med Bronx och stora delar av områdena norr om Long Island 1654 av Siwanoy-indianerna. 